# Todaropsis eblanae
Todaropsis eblanae Ball, 1841 è una specie di cefalopode decapode, l'unica specie del genere Todaropsis Girard, 1890.

## Descrizione
T. eblanae è un totano di medie dimensioni: la dimensione massima registrata è di 29 cm di lunghezza del mantello per le femmine e di 22 cm per i maschi.
Presenta un mantello robusto con testa grande, pinne larghe la cui lunghezza è inferiore al 50% della lunghezza del mantello.
Sulle clave tentacolari sono presenti 4 file di ventose longitudinali, circonadti da 30 o più denti lunghi, appuntiti, distanziati uniformemente. Negli esemplari maschi maturi, una coppia di braccia (la quarta) è trasformata in ectocotile.

## Distribuzione e habitat
T. eblanae presenta una distribuzione disgiunta: è presente nelle acque dell'Oceano Atlantico orientale dalle Isole Shetland al Capo di Buona Speranza, comprese le Isole Britanniche e l'intero Mar Mediterraneo, nell'Oceano Indiano occidentale, nell'Oceano Pacifico occidentale, Mar Cinese Meridionale e acque australiane (Mare di Timor, lungo le coste australiane occidentali e orientali, fino alla Tasmania).

## Biologia
T. eblanae è una specie demersale è si trova solitamente su fondali sabbiosi e fangosi, a profondità comprese tra circa 20 e 850 m. In genere si rinviene ai margini della piattaforma continentale dove le correnti promuovono ricche riserve di cibo.
La stagione riproduttiva dura tutto l'anno sia nell'Oceano Atlantico che nel Mar Mediterraneo, con picchi di riproduzione stagionali che dipendono dall'area geografica. Nelle acque dell'Australia orientale la deposizione delle uova avviene dalla tarda estate fino all'inizio dell'inverno.
T. eblanae si nutre di pesci, crostacei e altri cefalopodi, in ordine decrescente di importanza.

## Pesca
T. eblanae viene pescato principalmente come bycatch nella pesca a strascico in tutto il suo areale di distribuzione. Nel Mediterraneo e nell'Atlantico orientale, viene catturato anche dalla pesca artigianale. La specie mostra un'abbondanza irregolare e discontinua in alcune aree del suo areale di distribuzione. Tuttavia, è una costante delle catture in altre aree, dove è di significativo interesse commerciale. Queste aree includono le acque occidentali irlandesi, le acque atlantiche dell'Africa meridionale e il Canale di Sicilia.